# یاسر بالده
یاسر بالده (انگلیسی: Yasser Baldé؛ زادهٔ ۱۲ ژانویهٔ ۱۹۹۳) بازیکن فوتبال متولد فرانسه اهل گینه است.
از باشگاه‌هایی که در آن بازی کرده است می‌توان به باشگاه فوتبال استاد لاوالوا اشاره کرد.
وی همچنین در تیم ملی فوتبال گینه بازی کرده است.